# Lac Rouvray
Lac Rouvray är en sjö i Kanada.   Den ligger i regionen Saguenay–Lac-Saint-Jean och provinsen Québec, i den östra delen av landet, 600 km nordost om huvudstaden Ottawa. Lac Rouvray ligger 540 meter över havet. Arean är 22,2 kvadratkilometer. Den sträcker sig 11,2 kilometer i nord-sydlig riktning, och 8,0 kilometer i öst-västlig riktning.
I omgivningarna runt Lac Rouvray växer i huvudsak barrskog. Trakten runt Lac Rouvray är nära nog obefolkad, med mindre än två invånare per kvadratkilometer.